# Alejandro Davidovich Fokina
Alejandro Davidovich Fokina (* 5. Juni 1999 in Málaga) ist ein spanischer Tennisspieler.

## Privatleben
Davidovich Fokina wurde als Kind eines russisch-schwedischen Vaters und einer russischen Mutter in Spanien geboren. Sein Vater Eduard Dawidowitsch betätigte sich als Boxer. Der zweite Nachname des Tennisspielers, Fokina, entspricht dem Nachnamen seiner Mutter, Tatjana Fokina.

## Karriere
Schon im Alter von 2,5 Jahren wurde er im Tennissport gefördert.
In seiner Jugendkarriere war er bereits besonders erfolgreich. 2017 erreichte er bei den French Open das Halbfinale, das er gegen Alexei Popyrin verlor. Beim Turnier in Wimbledon zog er einen Monat später ohne Satzverlust ins Finale ein, das er ebenfalls glatt gegen den Argentinier Axel Geller mit 7:6, 6:3 gewann. Wenig später stand er mit Platz 2 am höchsten in der Junior-Weltrangliste.
Ab 2016 spielte der Spanier auch Tennisturniere bei den Profis und gewann im Oktober dort ein Turnier der drittklassigen ITF Future Tour im Doppel, wo er fortan kaum mehr antrat und sich vollends auf das Einzel konzentrierte. Mitte 2017 erreichte er bei Futures im Einzel drei Finals in Folge und gewann in Sevilla zudem sein erstes Match bei einem Turnier der ATP Challenger Tour gegen Pedro Cachín. Ende des Jahres stand Davidovich Fokina im Einzel auf Platz 455. Anfang 2018 gewann er seinen ersten Future-Titel und durchbrach damit die Top 400. Oftmals konnte er nun bei Challengers im Hauptfeld spielen. Hier schaffte er immer bessere Ergebnisse. Nach einigen Siegen und einem Viertelfinale in Caltanissetta konnte er in Stettin – aus der Qualifikation startend – das Finale erreichen. Hier verlor er gegen Guido Andreozzi. Ein weiteres Viertel- und Halbfinale folgte, sodass am Ende des Jahres ein 229. Rang stand, sein Rekordhoch bis dato. Darüber hinaus nahm er in diesem Jahr auch erstmals in Wimbledon an der Qualifikation für ein Grand-Slam-Turnier teil, wo er in der zweiten Runde verlor. Im September gewann er in Sevilla seinen ersten Einzeltitel auf der Challenger Tour.
2020 gewann Davidovich Fokina bei seinem ersten Doppelturnier auf der ATP Tour gleich seinen ersten Titel. An der Seite von Roberto Carballés Baena setzte er sich in Santiago de Chile gegen die Zweitgesetzten Marcelo Arévalo und Jonny O’Mara durch und verbesserte sich in der Weltrangliste auf den 224. Rang.

## Erfolge
| Legende (Anzahl der Siege) |
| Grand Slam                 |
| ATP Finals                 |
| ATP Tour Masters 1000      |
| ATP Tour 500               |
| ATP Tour 250 (1)           |
| ATP Challenger Tour (2)    |

| Titel nach Belag |
| Hartplatz (0)    |
| Sand (1)         |
| Rasen (0)        |

### Einzel

#### Turniersiege
| Nr. | Datum              | Turnier | Belag     | Finalgegner   | Ergebnis       |
| --- | ------------------ | ------- | --------- | ------------- | -------------- |
| 1.  | 15. September 2019 | Sevilla | Sand      | Jaume Munar   | 2:6, 6:2, 6:2  |
| 2.  | 27. Oktober 2019   | Liuzhou | Hartplatz | Denis Istomin | 6:3, 5:7, 7:65 |

#### Finalteilnahmen
| Nr. | Datum            | Turnier      | Belag     | Finalgegner        | Ergebnis       |
| --- | ---------------- | ------------ | --------- | ------------------ | -------------- |
| 1.  | 17. April 2022   | Monte Carlo  | Sand      | Stefanos Tsitsipas | 3:6, 6:73      |
| 2.  | 16. Februar 2025 | Delray Beach | Hartplatz | Miomir Kecmanović  | 6:3, 1:6, 5:7  |
| 3.  | 1. März 2025     | Acapulco     | Hartplatz | Tomáš Macháč       | 6:76, 2:6      |
| 4.  | 27. Juli 2025    | Washington   | Hartplatz | Alex de Minaur     | 7:5, 1:6, 6:73 |

### Doppel

#### Turniersiege
| Nr. | Datum            | Turnier           | Belag | Partner                 | Finalgegner                  | Ergebnis  |
| --- | ---------------- | ----------------- | ----- | ----------------------- | ---------------------------- | --------- |
| 1.  | 29. Februar 2020 | Santiago de Chile | Sand  | Roberto Carballés Baena | Marcelo Arévalo Jonny O’Mara | 7:63, 6:1 |

## Abschneiden bei Grand-Slam-Turnieren

### Einzel
| Turnier         | 2018 | 2019 | 2020 | 2021 | 2022 | 2023 | 2024 | 2025 | Karriere |
| --------------- | ---- | ---- | ---- | ---- | ---- | ---- | ---- | ---- | -------- |
| Australian Open | —    | Q2   | 2    | —    | 2    | 2    | 2    | AF   | AF       |
| French Open     | —    | 1    | 2    | VF   | 1    | 3    | 2    | 2    | VF       |
| Wimbledon       | Q2   | Q1   |      | 1    | 2    | 3    | —    | 3    | 3        |
| US Open         | —    | Q1   | AF   | 1    | AF   | 3    | 1    |      | AF       |

Zeichenerklärung: S = Turniersieg; F, HF, VF, AF = Einzug ins Finale / Halbfinale / Viertelfinale / Achtelfinale; 1, 2, 3 = Ausscheiden in der 1. / 2. / 3. Hauptrunde; Q1, Q2, Q3 = Ausscheiden in der 1. / 2. / 3. Qualifikationsrunde; nicht ausgetragen